# Gammarinema mesidoteae
Gammarinema mesidoteae is een rondwormensoort uit de familie van de Monhysteridae. De wetenschappelijke naam van de soort is voor het eerst geldig gepubliceerd in 1978 door Belogurov, Kulikov & Russkikh.